# Phytelephas tenuicaulis
Phytelephas tenuicaulis är en enhjärtbladig växtart som först beskrevs av Anders Sánchez Barfod, och fick sitt nu gällande namn av Andrew James Henderson. Phytelephas tenuicaulis ingår i släktet Phytelephas och familjen Arecaceae. Inga underarter finns listade i Catalogue of Life.